# تيلاي (فلم)
تيلاي (بالفرنسية: Tilaï) (وتعني "القانون")، هُو فيلم دراما بوركينابي صدر سنة 1990، وقد أخرجه وكتب نصه وأنتجه إدريسا ويدراوغو. عُرض الفيلم لأول مرة في دورة سنة 1990 من مهرجان تورونتو السينمائي الدولي.

## طاقم التمثيل
- Rasmane Ouedraogo في دور ساغا.
- Ina Cissé في دور نوغما.
- Roukietou Barry في دور كويلغا.
- Assane Ouedraogo في دور كوغري.
- Sibidou Sidibe في دور بوكو.
- Moumouni Ouedraogo في دور تينغا.
- Mariam Barry في دور بور.
- Seydou Ouédraogo في دور نومينابا.
- Mariam Ouedraogo في دور كودبوكو.
- Daouda Porgo في دور بورغو.
- Kogre Warma في دور مايغا.
- Mamadou Ganame في دور غانامي.
- Azeta Porgo في دور أزيتا.
- Noufou Ouédraogo في دور الطفل.
- Salif Ouedraogo في دور البائع المتجول.
- Amade Ganame في دور قروي.
- Issaka Porgo في دور قروي.
- Moumouni Selinga في دور قروي.
- Adma Sidibe في دور قروي.
- Boureima Warma في دور قروي.
- Fati Ouedraogo في دور قروي.
- Madi Derme في دور فارس.
- Amidou Ouedraogo في دور فارس.

## الجوائز
فاز فيلم تيلاي بالجائزة الكبرى خلال مهرجان كان السينمائي 1990 وبالجائزة الكبرى أيضا في نسخة سنة 1991 المهرجان الأفريقي للسينما والتلفزيون في واغادوغو.

## وصلات خارجية
- مقالات تستعمل روابط فنية بلا صلة مع ويكي بيانات